# ألفارو برافو
ألفارو برافو (بالإسبانية: Álvaro Bravo Jiménez)‏ هو لاعب كرة قدم إسباني، ولد في 4 فبراير 1998. لعب مع نادي فوينلابرادا.

## وصلات خارجية
- ألفارو برافو على موقع الاتحاد الأوربي (الإنجليزية)
- ألفارو برافو على موقع قاعدة بيانات كرة القدم.إي يو (الإنجليزية)
- ألفارو برافو على موقع Soccerway.com (الإنجليزية)